# James McGarel-Hogg
James Macnaghten McGarel Hogg (3 mai 1823 – 27 juin 1890) est un homme politique britannique.

## Famille
Il est le fils de Sir James Hogg (1er baronnet), administrateur général du Bengale et président de la Compagnie britannique des Indes orientales, et est né à Calcutta. Son nom de famille à la naissance est simplement Hogg, mais il ajoute le nom de famille McGarel le 8 février 1877 à la succession de Charles McGarel, son beau-frère. Magheramorne épouse Caroline Elizabeth Emma Douglas-Fanion, la fille d'Edward Gordon Douglas-Fanion, 1er baron de Penrhyn. Il est mort en 1890 un an après avoir quitté son poste à la MBW, et son fils James hérite de la pairie. Il est enterré dans le Cimetière de Brompton, à Londres.

## Carrière

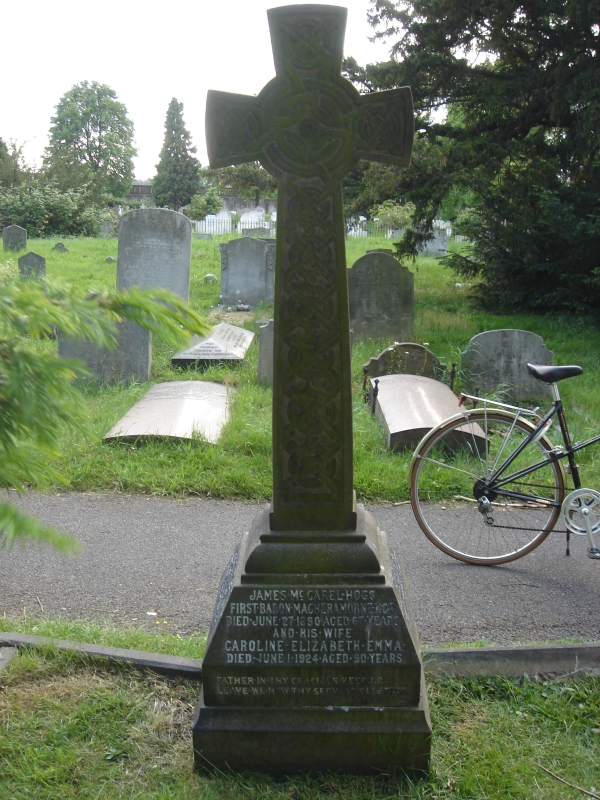
Monument funéraire, Cimetière de Brompton, Londres

Il fait ses études au Collège d'Eton et de Christ Church, à Oxford mais quitte Oxford rapidement, sans diplôme, pour entrer dans l'armée et devient lieutenant-colonel des Life Gards dans la Cavalerie de la maison royale. Après avoir quitté l'armée, il entre en politique, et est élu à l'unanimité comme député Conservateur de Bath en 1865.
Il est également membre de Saint-George, Hanover Square Sacristie, une forme de gouvernement local semblable à un conseil de paroisse. À partir de 1867, il est choisi par le Conseil pour le représenter au Metropolitan Board of Works qui coordonne les travaux de construction à Londres. Il est battu en 1868 et après la mort de Sir John Thwaites, qui a présidé le Conseil d'administration depuis qu'il est créé, il est élu comme nouveau président le 18 novembre 1870. Hogg est élu député de Truro dans une élection partielle en 1871 et conserve son siège jusqu'à ce qu'il soit transféré à Hornsey aux Élections générales britanniques de 1885.
Ses fonctions parlementaires, rendent Hogg moins disponible pour être un président à plein temps du Conseil d'administration. Alors que son prédécesseur a refusé de recruter du personnel qu'il ne considérait pas à la hauteur, Hogg n'a pas regardé dans le détail le travail du personnel, mais les a laissés faire. Les architectes du ministère se sont notamment fait remarquer pour leur inefficacité.
Plusieurs grands projets sont en cours de finalisation lorsque McGarel-Hogg devient président. Le Victoria Embankment est ouvert peu de temps avant son élection, et il est fait Chevalier Commandeur de l'Ordre du Bain en 1874, lorsque le remblai de Chelsea est ouvert. Sous sa présidence, le Conseil achète tous les ponts sur la Tamise et supprimé les droits de péage. Toutefois, le Conseil d'administration a voulu construire un nouveau pont près de Tower Hill mais il n'est pas réalisé faute de financement. Tower Bridge est finalement construit par la Ville de Londres.
Le Conseil acquiert également le pouvoir de résorber les bidonvilles en 1875, mais constate que le processus est lourd et coûteux, avec peu de résultats. Plusieurs parcs sont aussi achetés par le Conseil d'administration et ouvert au public. Cependant, l'administration de McGarel-Hogg a été frappée par un scandale, en 1887, sur la vente de terrains, gâchant un peu les fêtes du Jubilé d'or de la Reine Victoria. Une Commission royale juge deux membres du Conseil d'administration coupables de négligence. Cela aboutit à la décision d'abolir le Conseil d'administration et de le remplacer par un conseil élu.
Magheramorne obtient l'autorisation de construire un tunnel à Blackwall en 1887. Les appels d'offres pour le contrat débutent en 1889, lorsque le London County Council est élu, mais n'est pas encore en fonction. Le nouveau conseil découvre que ceux qu'ils allaient remplacer avaient décider de passer les contrats eux-mêmes, ils appelent le Gouvernement et le Conseil d'administration est dissous le 21 mars 1889.